# Botrynema ellinorae
Botrynema ellinorae är en nässeldjursart som först beskrevs av Gustav Hartlaub 1909.  Botrynema ellinorae ingår i släktet Botrynema och familjen Halicreatidae. Inga underarter finns listade i Catalogue of Life.